# Lilia Gildeeva
Lilia Faridovna Gildeeva (tiếng Tatar: Лилия́ Фәри́т кызы Гилди́ева, đã Latinh hoá: Liliä́ Färít qızı Gildíyeva, sinh ngày 14 tháng 6 năm 1976) là phóng viên truyền hình người Nga làm việc cho kênh NTV với chương trình tin tức Segodnya từ năm 2006. Cô nổi tiếng với nhiều câu chuyện đùa với đối tác và đồng nghiệp Alexey Pivovarov.
Cô sinh ra ở Zainsk, Cộng hòa Tatarstan, theo học tại trường Đại học Bang Kazan và bắt đầu sự nghiệp phóng viên truyền hình ở Naberezhnye Chelny. Lilia có hai con (1 trai, 1 gái) cùng chồng.

## Giải thưởng
- Thư khen ngợi của Tổng thống Liên bang Nga (26 tháng 7 năm 2021) - "vì những đóng góp tận tâm cho sự phát triển của truyền thông Nga"[2]
- Thư cảm ơn của Tổng thống Liên bang Nga (23 tháng 4 năm 2008) - "vì hỗ trợ tích cực cho sự phát triển của xã hội dân sự ở Liên bang Nga"[3]